# Kiryl Vyarheychyk

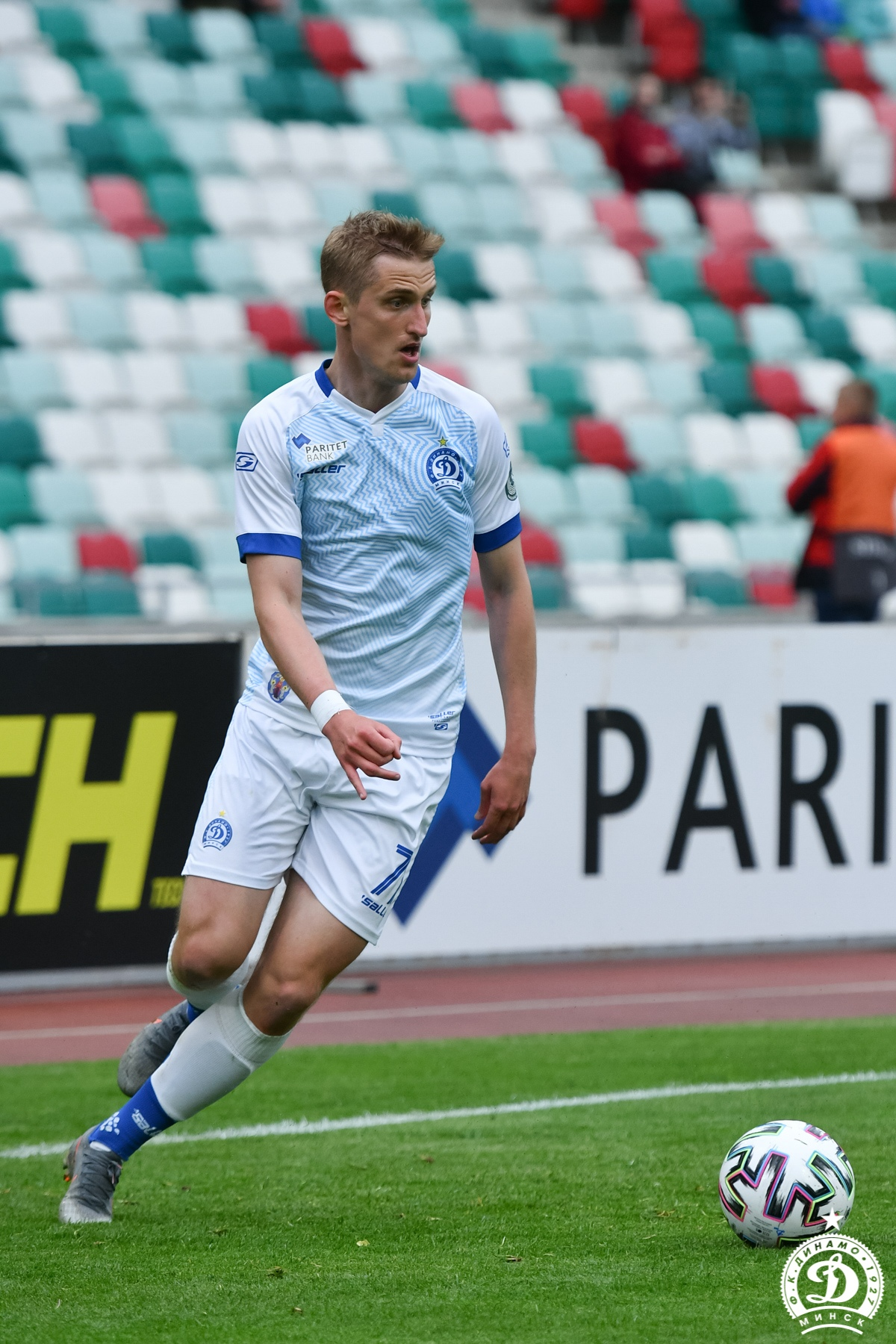

Kiryl Vyarheychyk (tiếng Belarus: Кірыл Вяргейчык; tiếng Nga: Кирилл Вергейчик; sinh 23 tháng 8 năm 1991) là một cầu thủ bóng đá Belarus. Tính đến năm 2017, anh thi đấu cho Vitebsk. He is a son of the coach and former Belarus international player Yury Vyarheychyk.

## Danh hiệu
Shakhtyor Soligorsk
- Vô địch Cúp bóng đá Belarus: 2013–14